# Manchester Storm (2015)
Manchester Storm ist ein 2015 gegründeter britischer Eishockeyclub aus Manchester. Er spielt in der Elite Ice Hockey League (EIHL) und ist namensgleich mit dem zwischen 1995 und 2002 existierenden Manchester Storm.
Die Heimspiele trägt der Club im Altrincham Ice Dome aus. Dort spielte bis 2015 Manchester Phoenix, ein Club der English Premier League. Storm ersetzt die Hull Stingrays, die sich aus finanziellen Gründen aus der EIHL zurückziehen mussten. In der ersten Spielzeit belegte das Team den neunten Platz und verpasste damit die Playoffs.

## Saisonstatistiken
| Saison  | Liga                    | Sp | S  | N  | OTN | SON | T   | GT  | Diff. | Pkt | Rang | Play-offs     |
| 2015/16 | Elite Ice Hockey League | 52 | 20 | 28 | 1   | 3   | 189 | 227 | −38   | 44  | 9    | –             |
| 2016/17 | Elite Ice Hockey League | 52 | 18 | 26 | 4   | 4   | 141 | 168 | −27   | 44  | 8    | Viertelfinale |
| 2017/18 | Elite Ice Hockey League | 56 | 35 | 16 | 3   | 2   | 216 | 169 | +47   | 75  | 2    | Viertelfinale |

Abkürzungen: Sp. = Spiele, S = Siege, N = Niederlagen, OTN = Niederlagen nach Verlängerung, SON = Niederlagen nach Penaltyschießen, T = Tore, GT = Gegentore, Diff = Differenz, Pkt = Punkte